# سومر
سومِر یا به‌طور دقیق‌تر شومِر، نخستین تمدّن شهری در منطقهٔ تاریخی جنوب میانرودان، جنوب عراق امروزی، بود که آن را نخستین تمدن در جهان همراه با مصر باستان می‌نامند. از اقوام باستانی ساکن در جنوب سرزمین کنونی عراق یعنی میانرودان (سرزمین میانِ دو رود دجله و فرات) و شمال خلیج فارس بودند. سومر یکی از باستانی‌ترین تمدن‌ها و تاریخی‌ترین مناطق جنوب میانرودان در دورهٔ مس‌سنگی و اوایل دورهٔ مفرغ بود. هر چند نخستین نمونه‌های خطی کشف‌شده در این ناحیه قدمتی بیش از ۲۵۰۰ سال پیش از میلاد را نشان نمی‌دهند اما تاریخ نگاران جدید بر این باورند که با توجه به نام شهرها، رودها، شغل‌ها و دیگر مدارک به دست آمده، این منطقه نخستین بار بین سال‌های ۵۵۰۰ تا ۴۰۰۰ پیش از میلاد توسط قومی غیرسامی که به زبان سومری سخن می‌گفتند مسکونی شده‌است. به‌طور نظری این مردم پیشاتاریخی را امروزه با نام‌هایی چون «پیشافراتی» یا «عبیدی» می‌شناسند و احتمال می‌دهند که آن‌ها از فرهنگ سامرا مربوط به میانرودان شمالی (آشور) آمده باشند. هر چند نامی از عبیدی‌ها در آثار به‌جامانده از سومریان یافت نشده اما پژوهشگران امروزی بر این باورند که این مردم نخستین نیروی تمدن‌ساز در این منطقه به‌شمار می‌روند که دست به خشک‌کردن مرداب‌ها برای کشاورزی و گسترش بازرگانی زدند و صنایعی چون بافندگی، چرم‌گری، فلزکاری، بنایی و کوزه‌گری را ایجاد کردند.
با این حال برخی ار پژوهشگران همچون پیوتر میکالوسکی و گرد اشتاینر وجود یک زبان پیشافراتی یا یک زبان فرعی را به چالش می‌کشند. آن دو و برخی دیگر بر این باورند که زبان سومری متعلق به مردمانی شکارچی و ماهیگیر بوده که در هورها و ناحیهٔ ساحلی شرق شبه‌جزیرهٔ عربستان می‌زیستند و بخشی از دوره عبید به‌شمار می‌رفتند. مدارک قابل اعتماد تاریخی مربوط به سال‌ها بعد است؛ هیچ چیزی در سومر یافت نشده که حاکی از زمانی پیش از اینمیباراگیسی (حدوداً ۲۶ سده پیش از میلاد) باشد. پروفسور یوریس زارینش بر این باور است که سومریان پیش از آنکه در پایان عصر یخبندان دچار سیل شوند در منطقه‌ای در شرق شبه‌جزیرهٔ عربستان کنار خلیج فارس امروزی می‌زیسته‌اند.
تمدن سومر در دورهٔ اوروک (هزارهٔ ۴ پیش از میلاد) شکل گرفت و در دورهٔ جمدت نصر و دورهٔ دودمانی اولیه ادامه یافت. در طول هزارهٔ سوم پیش از میلاد نوعی همزیستی نزدیک بین سومریان (که زبانی تک‌خانواده داشتند) و اکدی‌های سامی‌زبان ایجاد شد که منجر به دوزبانی شدن وسیع در این ناحیه گردید. تأثیر سومریان بر اکدی‌ها و برعکس در تمام بخش‌های زبانی مشهود است و می‌توان آن را از وام‌گیری واژگان تا همگرایی صرفی، نحوی و واج‌شناسی مشاهده کرد. از این روست که پژوهشگران سومریان و اکدی‌های هزارهٔ سوم پیش از میلاد را ناحیه همگرایی زبانی می‌نامند. سومریان در حدود سال ۲۲۷۰ پیش از میلاد توسط شاهان سامی‌زبان امپراتوری اکد مغلوب شدند اما زبان آن‌ها به عنوان زبانی مقدس ادامهٔ حیات داد. حاکمیت بومی سومریان بار دیگر به مدت یک سده در قالب سلسله سوم اور (رنسانس سومریان) در حدود سال‌های ۲۱۰۰ تا ۲۰۰۰ پیش از میلاد پدیدار شد اما زبان اکدی در آن دوران همچنان مورد استفاده قرار گرفت. شهر سومری اریدو در ساحل خلیج فارس نخستین شهر جهان بود که سه فرهنگ متفاوت در آن ترکیب شدند: کشاورزان عبیدی که در کلبه‌های آجری گلی می‌زیستند و از سامانهٔ آبیاری استفاده می‌کردند؛ چوپان‌های سامی‌نژاد که در چادرهای سیاه زندگی می‌کردند و گوسفند و بز می‌چراندند؛ و مردمان ماهیگیر که در مسکن‌های نی‌ساز در تالاب‌ها می‌زیستند و احتمالاً نیای سومریان بودند.
کشاورزیِ مبتنی بر آبیاری به همراه بازپرسازی سالانهٔ خاک و ذخیره‌سازی مازاد غذا در انبارهای غله باعث شد تا این مردم بر خلاف دیگر فرهنگ‌های نخستین که به زراعت گردشی می‌پرداختند، به حدی از پیشرفت دست یابند که پیش از آن متصور نبود. از سوی دیگر این حد از تراکم جمعیت به نیروی کار زیاد و تقسیم کار به هنرها و صنایع گوناگون نیاز داشت. در عین حال استفادهٔ بیش از حد از خاک باعث شوری خاک شد و بحران مالتوسی در طول زمان منجر به خالی شدن شهرها از سکنه گردید. این مسائل باعث شد تا این تمدن تحت‌الشعاع اکدی‌های میانرودان قرار گیرد.
همچنین سومر نخستین سامانهٔ نگارشی را ایجاد کردند که از مرحلهٔ پیشانگارشی در هزارهٔ ۴ پیش از میلاد به خط میخی در هزارهٔ ۳ پیش از میلاد رسید.

## ریشه نام

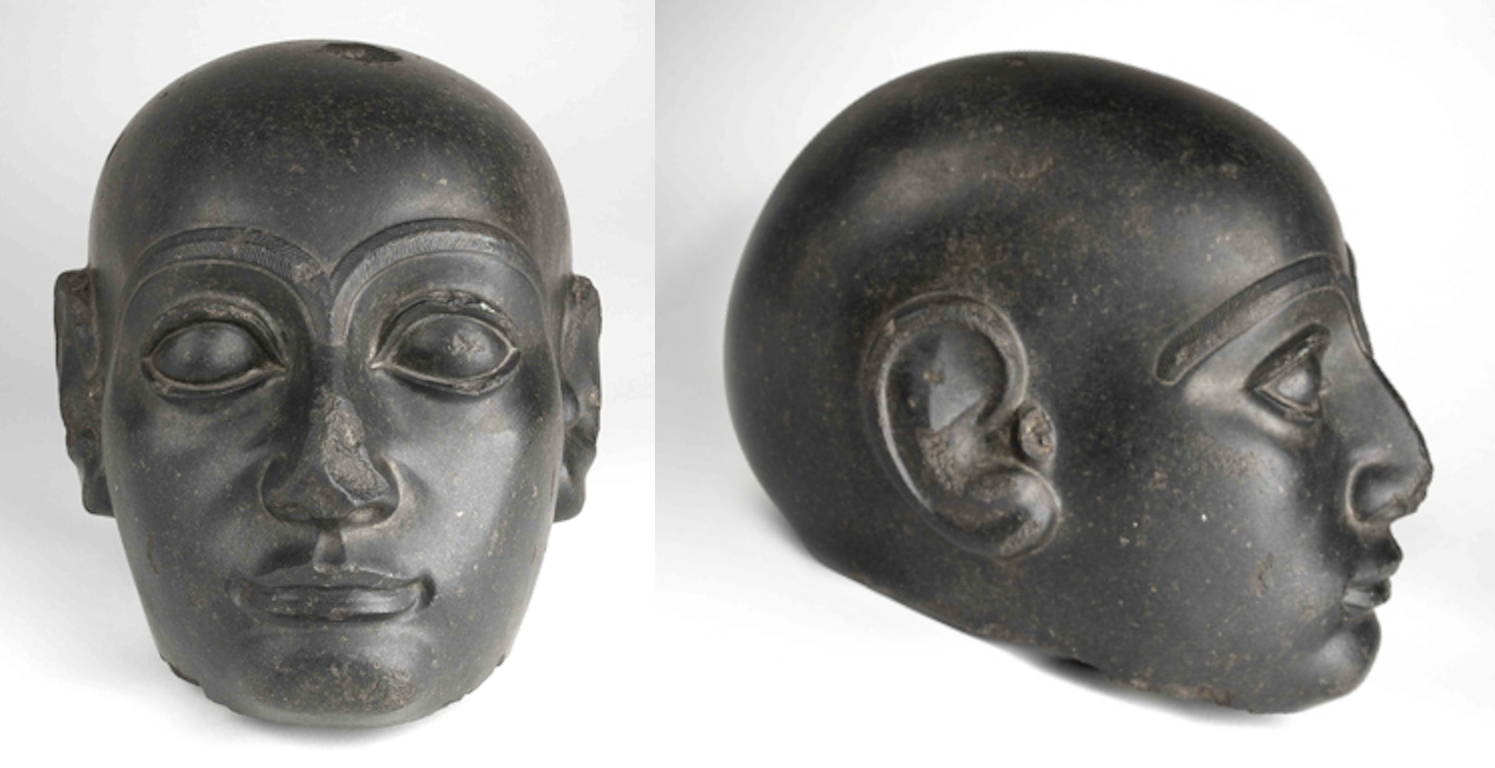
مجسمه سر گودئا حاکم سومری، ۲۱۵۰ پیش از میلاد

اصطلاح سومری در حقیقت یک اصطلاحی همگانی بین اکدیان سامی زبان شرقی بود که به افراد غیرسامی ساکن بین‌النهرین داده می‌شد. سومریان خودشان را به عنوان اوگ ساگ گیگ گا (ùĝ saĝ gíg ga) (cuneiform: 𒌦 𒊕 𒈪 𒂵), آوانویسی /uŋ saŋ ɡi ɡa/, or سانگ - نگیگا , که معنی "مردم سیاه سر می‌دهد",و سرزمین خودشان را کی ان گیر ('مکان' + 'اربابان' + 'نجیب'), به معنی سرزمین اربابان نجیب می‌نامیدند. اکدیان نیز مردم سومری را «مردمان سیاه سر» یا تسالمات - قاقادی (tsalmat-qaqqadi) در زبان سامی اکدی می‌نامیدند.
واژه سومر در زبان اکدی ممکن است گویش آن منطقه جغرافیایی باشد. اما رواج اصطلاح اکدی سومر (šumerû) نامشخص است. اصطلاح شینار در کتاب مقدس، Sngr در مصری، شانهار Šanhar(a) در هیتی می‌تواند نوع گویش غربی شومر (Shumer) باشد. در کتاب «خاستگاه فنیقی بریتانیایی‌ها، اسکات‌ها و ساکسون‌ها» لارنس آستین وادل معتقد است، هیتی‌ها در واقع ادامه ای از سومر بوده‌اند.

## شهرهای سومری

نقشه سومر

سومر (به اکدی:شومرو Šumeru؛ به سومری: کی‌اِن‌گیر (ki-en-ĝir) تقریباً به معنی سرزمین اربابان متمدن یا سرزمین مادری) تا چهار هزار سال پیش از میلاد دارای ۱۰ دولت‌شهر مستقل بود که توسط کانال‌ها و سنگ چین‌ها از یکدیگر مجزا شده بودند. هر کدام از این دولت‌شهرها گرداگرد یک معبد که به خدای خاص که محافظ شهر بود و یک فرماندار مذهبی (انسی) یا یک پادشاه (لوگال) که به صورت تنگاتنگی با مناسک مذهبی شهر گره خورده بودند تشکیل شده بودند.
| پنج شهر اول سومری: 1. اریدو (ابو شهراین) 2. بادتیبیرا (احتمالاً المدائن امروزی) 3. لارسا (سنکره) 4. سیپار (ابو حباح) 5. شوروپاک (فرا) سایر شهرهای اصلی: 1. اوروک (وارکا) 2. کیش (اوحیمیر & اینقرار) 3. اور (المقیر) 4. نیپور (آفاق) 5. لاگاش (الحیبا) 6. گیرسو (تلوه یا تلو) 7. اوما (جوخا) 8. خمازی 1 9. اداب (بسمایا) 10. ماری (حریری) 2 11. اکشاک 1 12. اکد 1 13. ایسن (ایشان البحریات) (1منطقه نامشخص) (2دور از مرکز در شمال میان رودان) | شهرهای کوچکتر (از جنوب به شمال): 1. کوآرا (اللحم) 2. زابالا (ایبزیخ) 3. کیسوررا (ابوحتاب) 4. ماراد (وننات اس سدوم) 5. دیلبات (اد-دولیم) 6. بورسیپا (بیرس نیمرود) 7. کوثا (ابراهیم) 8. دِر (البدره) 9. اشنونا (اسمار) 10. ناگار (براک) 2 (2دور از مرکز در شمال میان رودان) |

## تاریخ
دولت‌شهرهای سومری در دوران‌های پیشاتاریخی عبید و اوروک به قدرت رسیدند. تاریخ مکتوب سومر به ۲۷ سده پیش از میلاد بازمی‌گردد اما مدارک تاریخی تا دورهٔ سوم دودمانی در حدود سدهٔ ۲۳ پیش از میلاد مبهم باقی ماند تا این که سامانهٔ نگارشی مبتنی بر هجابندی ایجاد شد و اکنون باستان‌شناسان می‌توانند این مدارک و کتیبه‌ها را بخوانند. سومر کلاسیک با ظهور امپراتوری اکد در سدهٔ ۲۳ پیش از میلاد به پایان می‌رسد. بعد از دورهٔ گوتی‌ها، رنسانس سومری در سدهٔ ۲۱ پیش از میلاد روی داد که با هجوم اموری‌های سامی‌نژاد در سدهٔ ۲۰ پیش از میلاد به پایان رسید. دودمان اموری ساکن در دولت‌شهر ایسن تا سدهٔ ۱۷۰۰ پیش از میلاد باقی ماندند تا این که میانرودان تحت حکومت بابل متحد شد. در نهایت سومری‌ها در جمعیت اکدی (آشوری-بابلی) حل شدند.
- دورهٔ عبید: ۴۱۰۰–۵۳۰۰ پ.م. (نوسنگی باسفال تا مس‌سنگی)
- دورهٔ اوروک: ۲۹۰۰–۴۱۰۰ پ.م. (از پایان مس‌سنگی تا اوایل عصر مفرغ)
  - اوروک ۱۴و۱۵: ۳۳۰۰–۴۱۰۰ پ.م.
  - اوروک ۵: ۳۱۰۰–۳۳۰۰ پ.م.
  - دورهٔ جمدت نصر (اوروک ۳): ۲۹۰۰–۳۱۰۰ پ.م.
- دورهٔ دودمانی نخستین (عصر مفرغ نخستین ۲ تا ۴)
  - دورهٔ دودمانی نخستین ۱: ۲۸۰۰–۲۹۰۰ پ.م.
  - دورهٔ دودمانی نخستین ۲: ۲۶۰۰–۲۸۰۰ پ.م. (گیلگمش)
  - دورهٔ دودمانی نخستین ۳الف: ۲۵۰۰–۲۶۰۰ پ.م.
  - دورهٔ دودمانی نخستین ۳ب: حدوداً ۲۳۳۴–۲۵۰۰ پ.م.
- دورهٔ امپراتوری اکد: حدوداً ۲۲۱۸–۲۳۳۴ پ.م. (سارگن بزرگ)
- دورهٔ گوتیان: حدوداً ۲۰۴۷–۲۲۱۸ پ.م. (عصر مفرغ نخستین ۴)
- دورهٔ اور سوم: حدوداً ۱۹۴۰–۲۰۴۷ پ.م.

### دورهٔ عبید

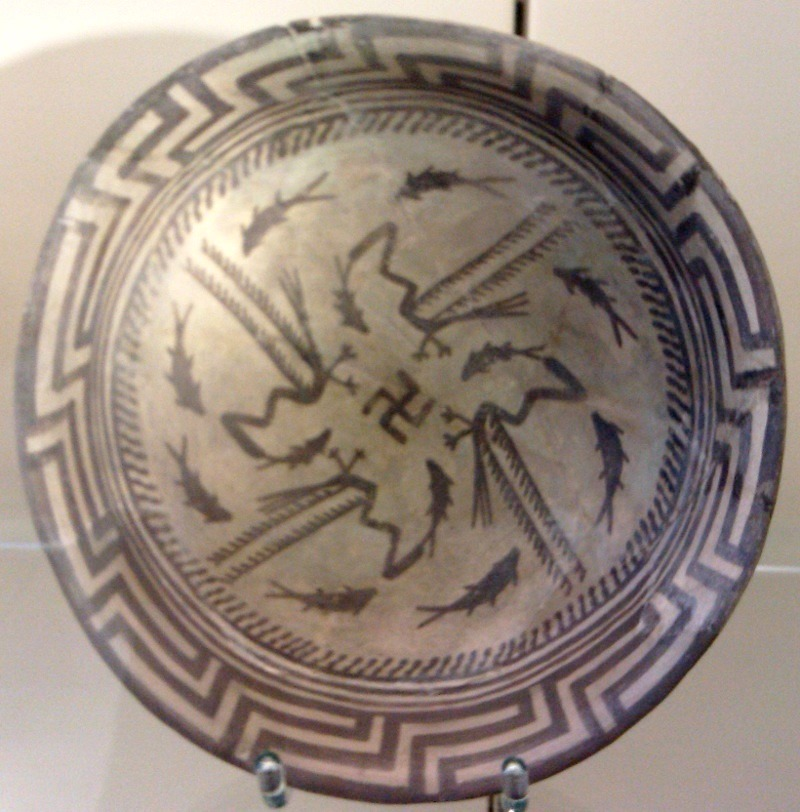
کاسه سامرا متعلق به ۴۰۰۰ سال پیش از میلاد نگهداری شده در موزه پرگامون برلین. نماد سواستیکا در مرکز آن مشخص است.

دورهٔ عبید را می‌توان با سبک متمایز سفال‌های منقش و باکیفیتی که در تمام میانرودان و خلیج فارس گسترش یافته بودند شناخت. در همین زمان نخستین اسکان در جنوب میانرودان در اریدو (به خط میخی: نون. کی) انجام گرفت. ساکنین اریدو کشاورزانی بودند که در حدود سال ۵۳۰۰ پ.م. به این منطقه آمدند و با خود فرهنگ تل آویلیTell el-'Oueili را آوردند که پیشگام در کشاورزی مبتنی بر آبیاری بود. به نظر می‌رسد این فرهنگ از فرهنگ سامرا در شمال میانرودان مشتق شده باشد اما هنوز مشخص نیست که این مردم همان سومریانی باشند که بعدها فرهنگ اوروک را به وجود آوردند. اریدو به عنوان شهر مذهبی مهم باقی ماند تا این که به تدریج تحت‌الشعاع اندازهٔ شهر اوروک قرار گرفت. ممکن است داستان اعطای می (هدایای تمدن) به اینانا، الههٔ اوروک و خدای عشق و جنگ توسط نکی، خدای خرد و در عین حال خدای اصلی اریدو، بازتابی از این تغییر هژمونی باشد.

### دورهٔ اوروک
از دیدگاه باستان‌شناسی‌گذار از دورهٔ عبید به دورهٔ اوروک با تغییر تدریجی ظروف سفالی که روی چرخ‌های آرام کوزه‌گری در خانه‌ها ساخته و نقاشی می‌شدند به سفال‌های بدون نقاشی که توسط متخصصان در کارگاه‌های کوزه‌گری روی چرخ‌های سریع و به‌طور انبوه ساخته می‌شدند قابل تشخیص است. دورهٔ اوروک استمرار و نتیجهٔ دورهٔ عبید است و تغییر در شکل ظروف سفالی آن بارزترین شاخص به حساب می‌آید.
در دورهٔ اوروک (حدوداً ۴۱۰۰ تا ۲۹۰۰ پ. م) حجم انبوه کالاهایی که از راه کانال‌ها و رودخانه‌های جنوب میانرودان حمل می‌شد به ایجاد شهرهای بزرگ و چندقشری که جمعیت‌های بیش از ۱۰ هزار نفر داشتند و حول یک معبد ساخته می‌شدند کمک کرد. در این شهرها حاکمیتِ متمرکز از نیروی کار متخصص سود می‌جست. تقریباً با اطمینان می‌توان گفت که سومریان در همین دوره دست به گرفتن برده از روستاهای اطراف زدند. استفاده از برده به عنوان کارگر را به وضوح می‌توان در متون نخستین سومری دید. مصنوعات و حتی سکونتگاه‌های مربوط به دورهٔ اوروک در گسترهٔ وسیعی پخش شده‌اند: از کوه‌های توروس در ترکیه تا دریای مدیترانه در غرب و تا مرکز ایران در شرق.
صدور تمدن دورهٔ اوروک توسط بازرگانان و استعمارگران سومری (مانند چیزی که در تل براک کشف شده‌است) روی تمام مردمان پیرامونی که به تدریج فرهنگ و اقتصاد مشابه و قابل رقابت با سومر ایجاد کردند تأثیر داشت. شهرهای سومر نمی‌توانستند با استفاده از نیروی نظامی مستعمره‌های دور را اداره کنند.
احتمالاً نظام حکومتی شهرهای سومری در دورهٔ اوروک دین‌سالارانه بوده و توسط یک شاه-کاهن (ملقب به اِنسی) اداره می‌شده‌اند. یک شورا متشکل از سالخوردگان مرد و زن نیز به وی مشاوره می‌دادند. به جرأت می‌توان گفت که پانتئون (بتکده) ی سومری که بعدها در آنجا ایجاد شد بر اساس همین الگو شکل گرفت. مدارک زیادی دال بر وجود خشونت رسمی یا سربازان حرفه‌ای در دورهٔ اوروک وجود ندارد و شهرها عمدتاً بدون دیوار بودند. اوروک در این دوره پرجمعیت‌ترین شهر دنیا شد و توانست ۵۰۰۰۰ نفر را در خود جای دهد.
فهرست باستانی شاهان سومر دربرگیرندهٔ نام چند شهر برجسته از این دوره است. گفته می‌شود که نخستین نام‌های این مجموعه به شاهانی اشاره دارد که پیش از وقوع یک سیل بزرگ حکومت می‌کردند. ممکن است برخی از این نام‌ها خیالی باشند و مانند الولیم و دومیزید به شخصیت‌های افسانه‌ای و اسطوره‌ای اشاره داشته باشند.
پایان دورهٔ اوروک هم‌زمان است با آغاز دوره‌ای آب و هوایی به نام نوسان پیورا (Piora oscillation) که دوره‌ای خشک بود و از حدود سال ۳۲۰۰ تا ۲۹۰۰ پ.م. طول کشید. آغاز این دوره پایانی بود بر دوره‌ای گرم و مرطوب که تقریباً از ۹۰۰۰ تا ۵۰۰۰ سال پیش ادامه داشته و با عنوان Holocene climatic optimum شناخته می‌شود.

### دورهٔ دودمانی نخستین
دورهٔ دودمانی از حدود سال ۲۹۰۰ پ.م. با شخصیت‌هایی نظیر اِنمرکار و گیلگمش آغاز می‌شود. به نظر می‌رسد این افراد کمی پیش از دورهٔ تاریخی فرمان رانده‌اند؛ دوره‌ای که از حدود ۲۷۰۰ پ.م. با گذر از تصویرنگاری به نگارش هجایی آغاز شد. هر چند در این دوره فرمانروایان سومری به زودی دست به گسترش قلمروی خود به سرزمین‌های همسایه زدند و برخی از گروه‌های سامی که در همسایگی سومریان می‌زیستند بخش بزرگی از فرهنگ آن‌ها را برای خود اقتباس کردند اما مرکزِیت فرهنگ سومری همچنان در جنوب میانرودان باقی ماند.
نخستین شاه دودمانی در فهرست شاهان سومر که نامش از منابع دیگر افسانه‌ای به دست آمده اِتَنَ، شاه سیزدهم دودمان نخست کیش می‌باشد. نخستین شاهی که وجودش از راه مدارک باستانی مورد گواهی قرار گرفته اینمیباراگیسی فرمانروای کیش (حدوداً سده ۲۶ پ. م) بوده که نامش در حماسهٔ گیلگمش نیز آمده‌است. از این رو برخی باستان‌شناسان این احتمال که گیلگمش نیز یکی از شاهان تاریخی اوروک بوده‌است را دور از حقیقت نمی‌دانند. حماسهٔ گیلگمش حاکی از بروز خشونت‌های روزافزون در این دوره است. شهرها بزرگتر و دارای حصار می‌شوند و روستاهای جنوب میانرودان محو می‌گردند. (ساخت دیوارهای شهر اوروک به گیلگمش نسبت داده شده‌است)

### نخستین دودمان لاگاش

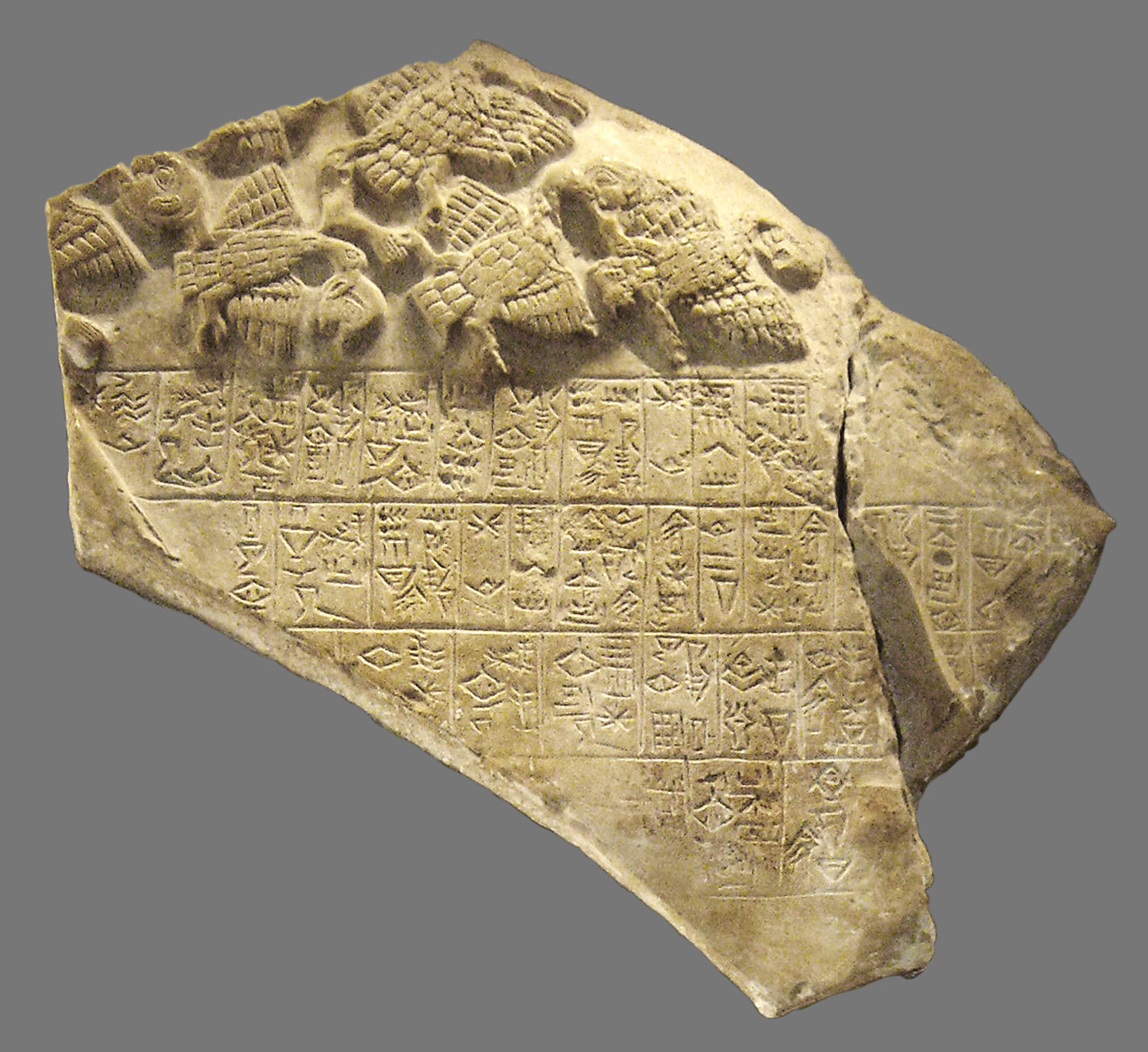
تکه‌ای از سنگ یادبود کرکس‌ها

هر چند نام دودمان لاگاش از فهرست شاهان سومر حذف شده اما وجود آن‌ها از راه مطالعهٔ آثار تاریخی متعدد و یافته‌های باستانی بی‌شمار به اثبات رسیده‌است. با این که عمر حکمرانی شاه مشهور لاگاش به نام ایانتوم کوتاه بود اما حکومت وی جزو نخستین امپراتوری‌های جهان به‌شمار می‌رود. این امپراتوری تقریباً توانست تمام دولت‌شهرهای سومر از قبیل کیش، اوروک، اور و لارسا را به خاک خود پیوست کند و اوما را که رقیب اصلی لاگاش بود باج‌گزار خود سازد. همچنین قلمرو این امپراتوری بخش‌هایی از ایلام در طول خلیج فارس را هم شامل می‌شد. به نظر می‌رسد سیاست او مبتنی بر ایجاد وحشت بوده‌است. از ایانتوم لوحی به نام سنگ یادبود کرکس‌ها به‌دست آمده که روایتگر رفتار وحشیانهٔ او با دشمنانش می‌باشد. امپراتوری او پس از مرگش به تندی فرو پاشید.
لوگال زاگیسی شاه-کاهن اوما به برتری دودمان لاگاش در این ناحیه پایان داد و اوروک را تسخیر کرد. وی این شهر را پایتخت خود نامید و در پی تصرف تمام سرزمین‌های میان خلیج فارس تا مدیترانه برآمد. او واپسین شاه بومی سومری پیش از رسیدن شاه سامی‌نژاد به نام سارگن اکدی بود.

### امپراتوری اکد
از ۲۲۷۰ تا ۲۰۸۳
زبان سامی اکدی برای نخستین بار در فهرست‌های نام شاهان کیش مربوط به ۲۸۰۰ پیش از میلاد دیده شد. این فهرست‌ها بعدها نوشته شدند. این متون که تماماً به زبان اکدی کهن نگارش یافته‌اند مربوط به ۲۵۰۰ سال پیش از میلاد هستند. کاربرد اکدی کهن هنگام فرمانروایی سارگن بزرگ (حدوداً ۲۲۱۵–۲۲۷۰ پ. م) جریان داشته اما حتی در آن زمان نیز بسیاری از الواح اداری به زبان سومری که زبان کاتبان و حکاکان بود نوشته می‌شد. گلب و وستنهولتز اکدی کهن را به سه دسته تقسیم می‌کردند: دوران پیش از سارگون، امپراتوری اکدی و دوران رنسانس سومری نو. زبان‌های اکدی و سومری به عنوان دو زبان بومی در کنار هم به مدت هزار سال زیستند اما در حدود ۱۸۰۰ پیش از میلاد سومری کم‌کم به زبان ادبی تبدیل شد و بیشتر ادیبان و حکاکان با آن آشنایی داشتند. ثورکید جاکوبسن معتقد است در این نقطه از تاریخ یک انقطاع بین دوران پیش و پس از سارگون وجود دارد. او همچنین بر این باور است که مورخین و باستان‌شناسان تأکید بیش از اندازه‌ای بر وجود اختلاف «سامی-سومری» داشته‌اند. اما به هر حال این نکته ثابت شده که در هنگام حکمرانی سارگن، زبان اکدی به اندازهٔ کمی بر نقاط مرزی ایلام که پیش از آن توسط او اشغال شده بودند، تحمیل شده‌است.

### دوران گوتیان
این دوره از ۲۰۸۳ تا ۲۰۵۰ پیش از میلاد بوده‌است.

### دودمان دوم لاگاش
از ۲۰۹۳ تا ۲۰۴۶

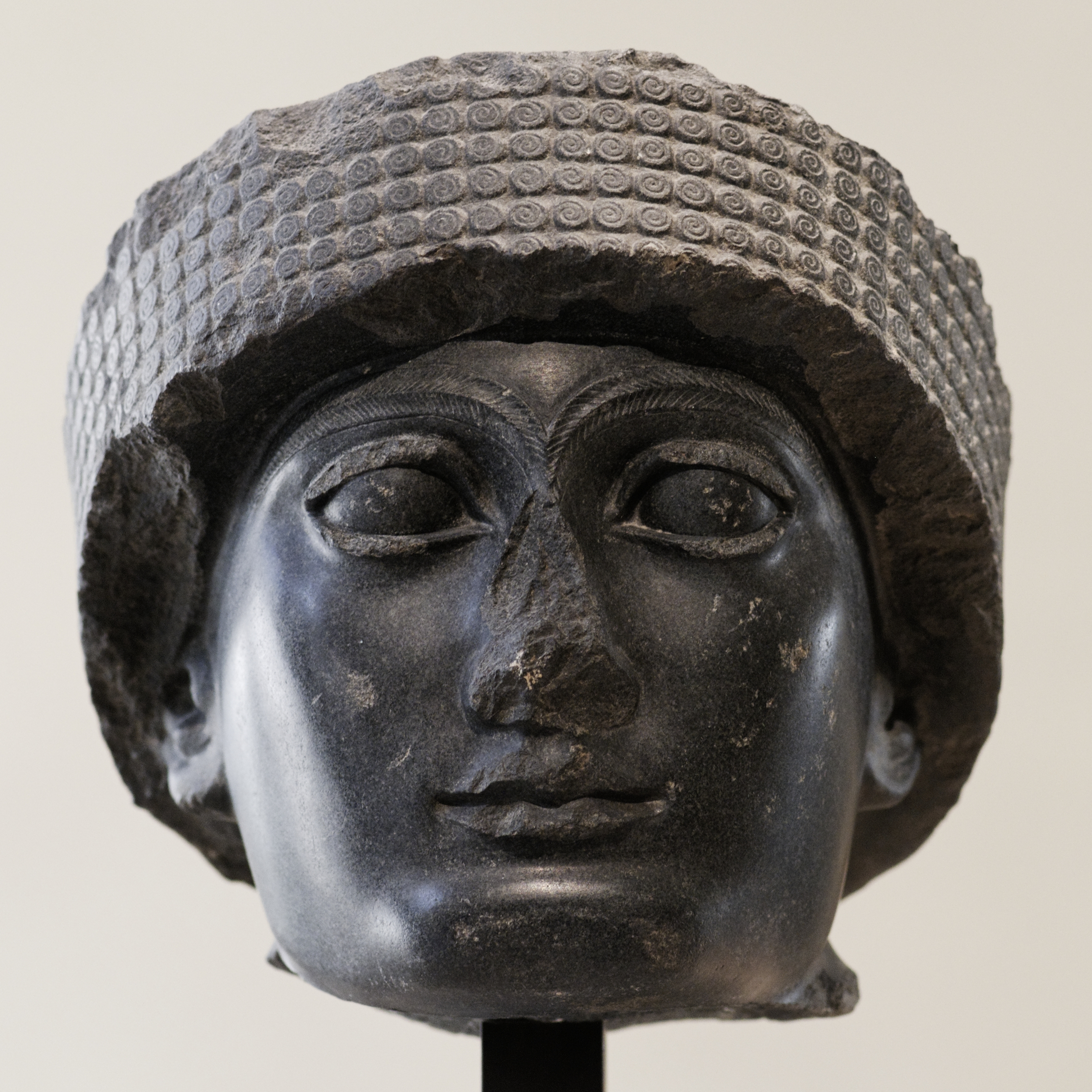
گوده‌آ شاه لاگاش

در پی سقوط امپراتوری اکد به دست گوتیان، یک شاه دیگر بومی به نام گوده‌آ در لاگاش به قدرت رسید و طبق سنت شاهان سارگُنی ادعای خدایی کرد. گوده‌آ و افرادی که پس از او آمدند سنت پدران خود را که حمایت از ساخت آثار هنری بود ادامه دادند و باعث شدند تعداد زیادی اثر هنری از این دوره باقی بماند.

### رنسانس سومری
از ۲۰۴۷ تا ۱۹۴۰
بعدها دودمان سوم اور تحت فرمان اورنامو و شولگی توانست تا شمال میانرودان را در اختیار بگیرد. این دودمان آخرین قدرت‌نمایی سومریان بود که با عنوان رنسانس سومریان شناخته می‌شود. اما در همین زمان هم این منطقه بیشتر سامی بود تا سومری زیرا شاهان سامی‌زبان اکدی زیادی در آن به قدرت رسیده بودند و سامی‌های مارتو (اموری) زیادی به این منطقه آمده بودند که بعدها شهرهای رقیب نیرومندی نظیر ایسن، لارسا و بابل را ساختند. بابل در نهایت توانست تحت نام امپراتوری بابل تمام مناطق جنوبی میانرودان را تحت سیطرهٔ خود درآورد؛ آشوریان همین موفقیت را در شمال میانرودان به دست آوردند. زبان سومری توانست تا زمانی که استفاده از خط میخی ادامه داشت به صورت یک زبان کشیشی در مدارس بابل و آشور به حیات خود ادامه دهد؛ چیزی شبیه به وضعیت زبان لاتین در قرون وسطای اروپا.

### فروپاشی
در این دوره جمعیت جنوب شروع به مهاجرت به شمال میانرودان می‌کند. از دیدگاه بوم‌شناختی، حاصلخیزی زمین‌های سومریان در این دوره به دلیل شوری، کم‌تر و کم‌تر می‌شود. شوری خاک در این نواحی همیشه باعث زحمت بوده‌است. زهکشی ناقص برای آبیاری خاک در آب و هوایی که به شدت مستعد تبخیر است باعث رشد نمک حل‌شده در خاک گردید و در نهایت منجر به کاهش شدید محصولات کشاورزی شد. در طول دوران اکدی و سلسله سوم اور کاشت گندم به تدریج جای خود را به کاشت جو که تا حدودی مقاومت بیشتری به نمک دارد داد. اما به نظر می‌رسد این تغییر کاشت کافی نبوده زیرا از حدود سال ۲۱۰۰ تا ۱۷۰۰ پیش از میلاد جمعیت این منطقه تقریباً به میزان سه پنجم کاهش یافته‌است. این وضعیت باعث شد که توازن قدرت در منطقه به هم بریزد و نواحی سومری‌زبان تضعیف شوند و در عوض اکدی‌زبان‌ها وضعیت بهتری پیدا کنند.
به دنبال یورش ایلامیان و تسخیر اور هنگام حکمرانی اِبیسین (حدوداً ۱۹۴۰ پ. م)، سومر زیر فرمان اموری‌ها قرار گرفت. این دوره را آغاز عصر مفرغ میانی در این منطقه می‌دانند. حکومت‌های مستقل اموری در سده‌های ۲۰ تا ۱۸ پ.م. در فهرست شاهان سومر، تحت عنوان دودمان ایسن قرار می‌گیرند که حکومتشان با ظهور بابل تحت فرمان حمورابی در حدود سال ۱۷۰۰ پ.م. پایان یافت.

## جمعیت

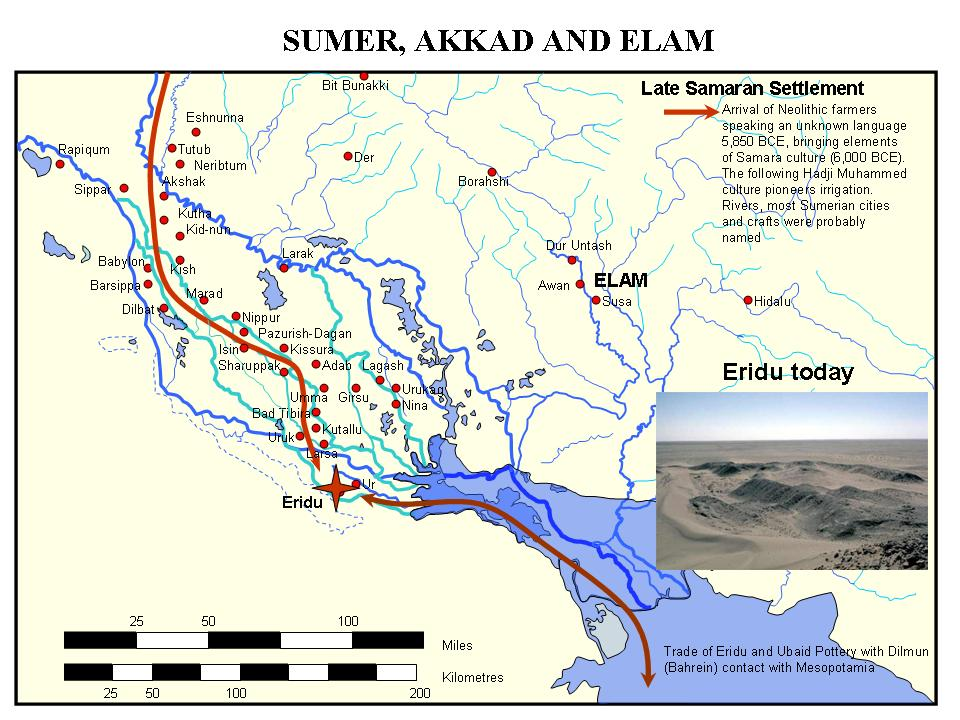
نخستین کشاورزان از سامرا به سومر مهاجرت کردند و معابد و سکونتگاه‌های اریدو را ساختند.

تخمین زده می‌شود یکی از بزرگترین شهرهای سومر به نام اوروک در دوران اوجِ خود بین ۵۰ تا ۸۰ هزار نفر جمعیت داشته‌است. با احتساب دیگر شهرهای سومر و جمعیت زیاد کشاورزان می‌توان به‌طور تقریبی به جمعیت بین ۸۰۰ هزار تا ۱٫۵ میلیون نفر برای کل سومر رسید. بر اساس تخمین‌ها جمعیت جهان در آن دوره ۲۷ میلیون نفر بوده‌است.
سومری‌ها مردمانی غیرسامی بودند و به زبانی تک‌خانواده سخن می‌گفتند. شماری از زبان‌شناسان بر این باورند که می‌توانند زبانی زیرلایه را تحت زبان سومری تشخیص دهند. نام برخی از شهرهای بزرگ سومری به زبان سومری نیست که نشان از تأثیر ساکنین پیشین دارد. با این حال یافته‌های باستان‌شناسی نشان از تداوم روشن و لاینقطع فرهنگی از زمان دورهٔ عبید (۴۷۰۰–۵۳۰۰ پ.م. کربن ۱۴) در جنوب میانرودان دارند. مردمان سومری که در این مناطق سکونت گزیدند در مزارعی به کشت پرداختند که توسط رسوبات رودهای دجله و فرات بارور گشته بودند.
برخی از باستان‌شناسان احتمال می‌دهند سومری‌زبان‌ها کشاورزانی بوده باشند که پس از تکامل آبیاری به جنوب آمده‌اند (توجه کنید که پژوهشگران هیچ اجماعی در مورد خاستگاه اصلی سومریان ندارند). سفالگری دورهٔ عبید در جنوب میانرودان توسط سفال‌های چوگامامی به سفالگری فرهنگ سامرا (حدوداً ۴۹۰۰–۵۷۰۰ پ.م. کربن ۱۴) در شمال که برای اولین بار توانست ابتدایی‌ترین شکل آبیاری کنار رود دجله و انشعابات آن را تجربه کند مرتبط می‌شود. این ارتباط را می‌توان به روشنی در تل اوایلی نزدیک لارسا که در دههٔ ۱۹۸۰ توسط فرانسوی‌ها مورد کاوش قرار گرفت مشاهده کرد. در پی کاوش‌ها در هشت لایه سفال‌های دورهٔ پیش از عبید به دست آمد که شبیه به سفال‌های فرهنگ سامرا بودند. بر اساس این دیدگاه، دلیل مهاجرت مردمان کشاورز به سمت جنوب دستیابی به نوعی ساختار اجتماعی معبدمحور برای بسیج نیروی کار و فناوری به منظور کنترل آب بود که به آن‌ها توانایی می‌داد در شرایط سخت زنده بمانند و پیشرفت کنند.
دیگران به پیوستگی سومریان اعتقاد دارند؛ پیوستگی که ریشه در سنت‌های بومیان شکارچی-ماهیگیر دارد که وابسته به اجتماعات دووجهی عربی کرانه‌های خلیج فارس بودند. سومریان خود را خویشاوند مردمان دیلمون در بحرین امروزی می‌دانستند. پروفسور یوریس زارینش بر این باور است که سومری‌ها مردمانی بوده‌اند که پیش از عزیمت به جنوب میان‌رودان در خلیج فارس سکونت داشته‌اند تا این که سکونتگاه‌شان در پایان آخرین عصر یخبندان تحت هجوم سیل قرار می‌گیرد.

## ژنتیک
نزدیکترین مردم امروزی به سومریان از دید ژنتیکی عرب‌های هور هستند.

## فرهنگ

### زندگی اجتماعی و خانوادگی

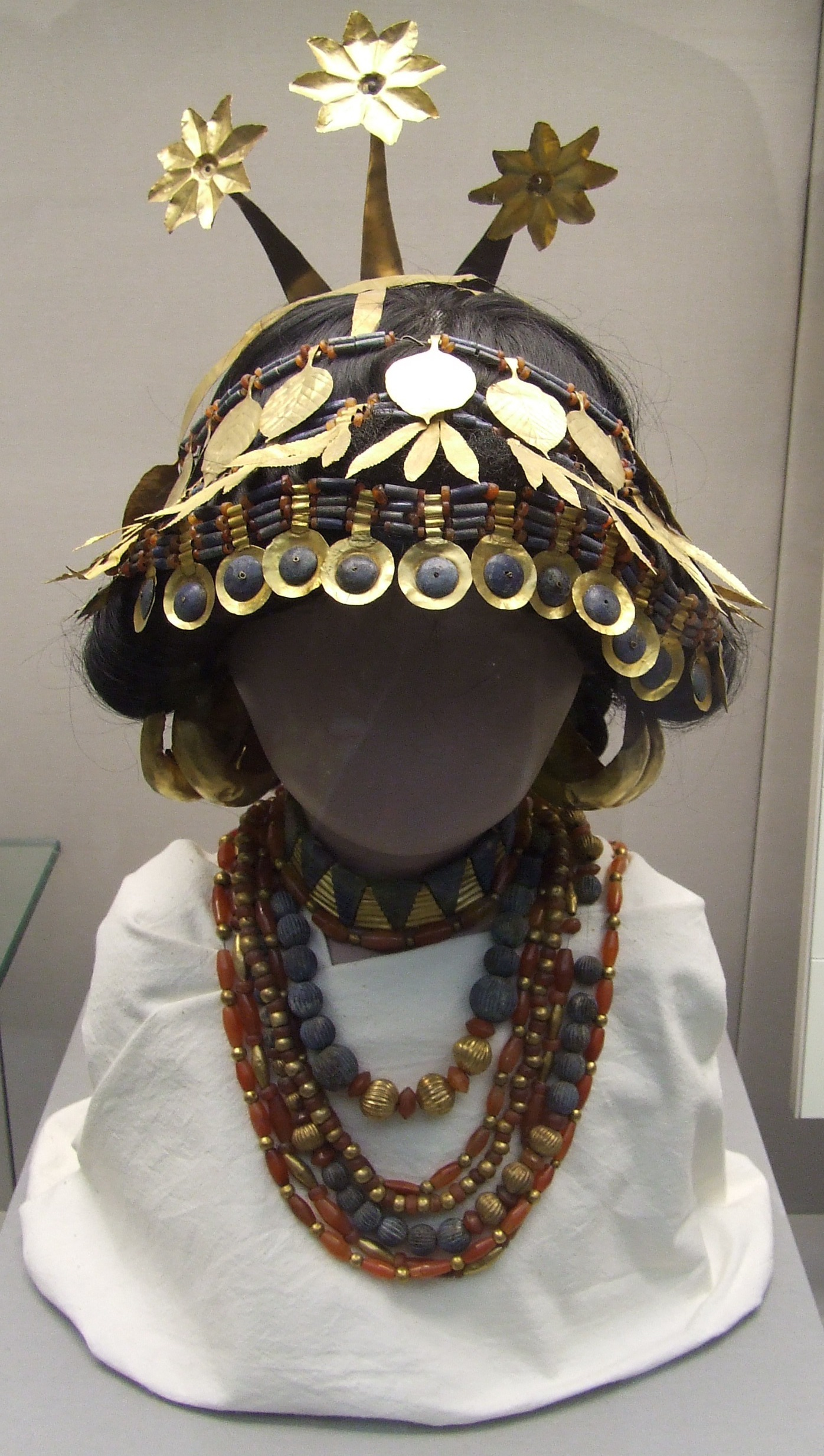
بازسازی یک سرافزار (کلاه) و گردنبند زنانه که در یک گور سومری کشف شده - موزه بریتانیا

تصویرنگاشت‌های بدَوی چنین برداشت‌هایی از زندگی سومریان نخستین (مثل اوروک) ارائه می‌دهند:
- «سفالگری بسیار فراوان بوده و شکل کوزه‌ها، کاسه‌ها و بشقاب‌ها متنوع بوده‌است. ظروف خاصی برای نگهداری عسل، کره، روغن و شراب وجود داشته‌است. به نظر می‌رسد سومری‌ها شراب خود را از خرما تهیه می‌کرده‌اند. یک نوع از ظرف‌های سومری دارای دهانه‌ای بود که از کنارهٔ آن بیرون زده بود. برخی از کوزه‌ها دارای پایه‌های نوک‌دار بودند و روی چهارپایه قرار می‌گرفتند. بقیه دارای کف صاف بودند و روی قاب‌های چوبی مربعی یا مستطیلی گذاشته می‌شدند. کوزه‌های روغن (و احتمالاً بقیه کوزه‌ها) مانند دوران نخستین مصر با دقت توسط خاک رس بسته می‌شدند. کوزه‌ها و بشقاب‌های سنگی به تقلید از نمونه‌های سفالی ساخته می‌شدند و سبدها از نی بافته یا از چرم ساخته می‌شدند.»
- «نوعی سرپوش پردار به عنوان لباس سر استفاده می‌شده‌است. سومری‌ها از تخت‌خواب، چارپایه و صندلی که دارای پایه‌هایی کنده‌کاری‌شده شبیه به پای گاو نر استفاده می‌کردند. آن‌ها از اجاق، آتش‌دان و ظاهراً دودکش استفاده می‌کرده‌اند.»
- «چاقو، مته، گووه و ابزارهایی شبیه به اره در تمام سومر استفاده می‌شده در حالی که نیزه، تیر، کمان و خنجر (اما نه شمشیر) در جنگ‌ها کاربرد داشتند.»
- «از لوح‌ها برای کار نگارش استفاده می‌شده و آهنگران روی مس، طلا و نقره کار می‌کرده‌اند. سومریان خنجرهایی با تیغ فلزی و دستهٔ چوبی همراه خود داشتند. آن‌ها مس را تبدیل به بشقاب می‌کردند و گردنبندها را از طلا می‌ساختند.»
- «سومریان زمان را با تغییرات ماه می‌سنجیدند.»

مدارک قابل توجهی مبنی بر علاقهٔ شدید سومریان به موسیقی وجود دارد. به نظر می‌رسد موسیقی بخش مهمی از زندگی مدنی و مذهبی سومریان بوده‌است. چنگ، سازی پرطرفدار در سومر بوده‌است. مشهورترین نمونه، چنگ‌های اور می‌باشد.
سنگ‌نبشته‌های بدست آمده از سومر از اصلاحات اوروکاگینا، شاه لاگاش (حدود ۲۳۰۰ پ. م) حکایت دارند. وی سنت چندشوهری را برانداخت و دستور داد هر زنی که چند شوهر اختیار کند با سنگ‌هایی که گناه وی رویشان حکاکی شده سنگسار شود.
هر چند زنان تحت حمایت قانون متأخر سومر بودند و می‌توانستند به نسبت دیگر تمدن‌های معاصر از وضعیت بهتری برخوردار شوند اما به‌طور کلی فرهنگ سومر مردسالار بود. قانون اورنامو کهن‌ترین نمونهٔ قانون‌نویسی سومری است که تا به حال کشف شده و به عصر رنسانس سومری تعلق دارد. این قانون گوشه‌ای از ساختار اجتماعی سومر را نشان می‌دهد. طبق این قانون، لوگال («مرد بزرگ» یا شاه) بالاتر از همه قرار داشت و تمام اعضای جامعه به دو طبقهٔ ساده تقسیم می‌شدند: «لو» یا فرد آزاد و برده (مرد: آراد، زن: جِم). پسر لو تا پیش از ازدواج دومونیتا خوانده می‌شد. زن (مونوس) را تا هنگامی که دختر بود «دومومی» می‌خواندند و پس از زناشویی (دام) می‌نامیدند. اگر زن بیشتر از شوهر زنده می‌ماند او را بیوه یا «ناماسو» می‌خواندند و وی حق داشت بار دیگر ازدواج کند.

### زبان و نگارش
مهم‌ترین یافته‌های باستان‌شناسی در سومر تعداد زیادی لوح به خط میخی است. هر چند سامانهٔ نگارشیِ سومریان کهن‌ترین نمونهٔ موجود روی زمین نیست اما خط ابداعی آن‌ها باعث موفقیت بزرگی در توسعهٔ توانایی‌های بشر شد. این سامانهٔ نگارشی نه تنها در ایجاد و ثبت اسناد تاریخی نقش بزرگی بر عهده داشت بلکه باعث شد آثار ادبی به شکل اشعار حماسی و داستان‌ها و همچنین آثار دیگری نظیر نیایش‌ها و قوانین ثبت و ضبط گردند. هر چند در ابتدا برای نگارش از تصویرنگاشت‌ها استفاده می‌شد اما بعدها از نمادهای متنوع برای نشان دادن هجاها استفاده کردند. سومریان از نی‌های سه‌گوش برای نوشتن روی سفال‌های نمدار استفاده می‌کردند. تاکنون صدها هزار قطعه متن به زبان سومری به دست آمده که شامل نامه‌های شخصی یا بازرگانی، رسید معاملات، فهرست واژگان، متن قوانین، سرودهای مذهبی، نیایش‌ها، داستان‌ها، وقایع روزانه و حتی کتابخانه‌هایی مملو از لوح‌های رسی بوده‌است. نمونه‌های زیادی از متون و کتیبه‌های تاریخی که روی مجسمه‌ها یا آجر نوشته شده‌اند نیز کشف شده. متون زیادی در چند نسخه به دست آمده‌اند که دلیلی جز بازنویسی توسط رونویسان تحت آموزش ندارد. زبان سومری حتی پس از آمدن اقوام سامی‌زبان، مدت زیادی زبان دین و قانون در خاورمیانه به‌شمار می‌رفت.
زبانشناسان زبان سومری را جزء زبان‌های تک‌خانواده (منفرد) یعنی بدون خویشاوندی در میان زبان‌های امروزی دسته‌بندی کرده‌اند.
دانشنامه بریتانیکا می‌نویسد: «زبان سومری، زبانی منفرد و کهن‌ترین زبان مکتوب موجود است. این زبان برای نخستین بار در حدود ۳۱۰۰ پ.م. در جنوب میانرودان گواهی گردیده و در طول هزاره سوم پ.م. رشد و توسعه یافته‌است. در حدود ۲۰۰۰ پ.م. سومری به عنوان زبانی محاوره‌ای، با زبان سامی اکدی (آشوری- بابلی) جایگزین شد اما کاربرد کتبی آن کمابیش تا پایان حیات زبان اکدی، در حوالی آغاز عصر مسیحیت، ادامه داشت. زبان سومری هرگز بسیار فراتر از مرزهای اصلی خود در جنوب میان‌رودان نرفت؛ شمار اندک گویندگان بومی این زبان، تناسبی با اهمیت عظیم و تأثیرات آن بر توسعه تمدن میان‌رودان و تمدن‌های دیگر، در همهٔ مراحل نداشت».
زبان اکدی بر خلاف سومری متعلق به شاخهٔ سامی از زبان‌های آفروآسیایی است. تلاش‌های زیادی شده تا زبان سومری را به گروه‌های زبانی دیگر مربوط کنند. سومری زبانی پیوندی است؛ به بیان دیگر در این زبان تک‌واژها (یکان‌های معنادار) به همدیگر متصل می‌شوند تا یک واژه ساخته شود. این بر خلاف زبان‌های تحلیلی است که تک‌واژها بدون هیچ تغییری کنار هم قرار می‌گیرند و تنها جایگاه آن‌ها در جمله است که نقششان را روشن می‌سازد.
فهم متون سومری حتی برای کارشناسان هم مشکل است. پیچیده‌ترین متون از این نوع مربوط به متون اولیهٔ سومر است که در اغلب اوقات تمام ساختار دستوری را مشخص نمی‌سازد.
در هزارهٔ سوم پیش از میلاد نوعی همزیستی فرهنگی میان سومری‌ها و اکدی‌ها نمودار گشت و باعث دوزبانه شدن مردم این منطقه گردید. تأثیر و تأثر میان زبان‌های سومری و اکدی در تمام بخش‌های زبانی مشهود است به‌طوری‌که وام‌واژه‌های بسیار زیادی میان آن‌ها رد و بدل شده و همگرایی دستور زبانی، تک‌واژشناختی و آواشناختی پیدا کردند. این تأثیر دوسویه پژوهشگران را بر آن داشته تا جایگاه سومریان و اکدی‌های هزارهٔ سوم پیش از میلاد را ناحیه همگرایی زبانی بنامند.
با گذر از هزارهٔ سوم و آغاز هزارهٔ دوم پیش از میلاد به تدریج زبان اکدی جانشین زبان سومری شد اما سومری تا سدهٔ ۱ میلادی زبان مقدس، تشریفاتی، ادبی و علمی بابل و آشور باقی ماند.

#### وام‌واژه‌های سومری در دیگر زبان‌ها
- دیپی: واژه سومری دوب DUB که معنی کتیبه و سنگ نوشته را دارد، در زبان ایلامی (خوزی) به گونهٔ Tup-pi-me به همان معنا دیده می‌شود. در زبان فارسی باستان نیز به گونهٔ دیپی دیده می‌شود؛ و از آن مشتقات گوناگونی درست شد مانند دیپیر (دبیر)، دیپیستان (دبستان) و دیپی‌وان (دیوان). اما این که این واژه از کدام زبان است شاید براستی نتوان مشخص کرد، زیرا ایلامی‌ها هم همپای سومریان بوده‌اند.

### تصورات دینی سومریان
باستان‌شناسان براین باورند که سومریان دارای دین پگانی بوده‌اند. مردمان آن اعصار مانند ایلامیان، هورییان، کاسی‌ها، اورارتوها و… همه چندخدایی بوده‌اند. ذکر این نکته لازم است که پگانیسم سومریان با نوع پگانیسم اکدیان و آشوریان فرق اساسی داشته‌است.
علاوه بر خدایگان مجزایی که مختص هر شهر سومری بوده‌است سه رب‌النوع مشترک نیز داشته‌اند:
1. آنو: فرمانروای آسمان‌ها
2. بئل: خدای زمین
3. اِآ: خدای دره عمیق

خدایان مذکور الهه روح‌های پاک و نجیب بودند و سومریان برای در امان ماندن از ارواح خبیث، عفریت و دیو قربانی نموده و نذر و نیاز می‌کردند. به بیان دیگر ایشان به مثابهٔ تعلیمات پسین دین زرتشت به دو نیروی خیر و شر اعتقاد داشتند. آن‌ها به روح و غلبهٔ نهایی خیر بر شر اعتقاد داشته و برای در امان ماندن از شر، قربانی می‌کردند. بعضی از خدایان دارای همسر بودند و بسیاری از رب‌النوع‌ها نیز دارای پدری از جنس خدا بودند.
از نظر سومریان، خداوندان نیز چون انسان دارای غضب، شهوت، سنگ‌دلی، عشق، نفرت و سایر صفات بودند و خادمان دینی سومری نیز ارج و قرب فراوانی میان توده‌های مردم داشتند.
شاهان سومر پیشوای دین هم بودند و خود را قائم‌مقام و کاهن اعظم خداوند شهر خویش می‌خواندند. آن‌ها بیشتر دارایی خود را صرف ساختن معابد خدای شهر می‌کردند و تا می‌توانستند عبادتگاه را بزرگ و زیبا می‌ساختند.
سومریان اعتقاد داشتند که خدایان نیز چون شاهان زندگی توأم با رفاه و آسایش دارند و به همین دلیل عبادتگاه‌هایشان را مزین به اشیای قیمتی و جواهرات و وسایل زینتی می‌کردند.
سومریان معتقد به سرزمینی پاک و مقدس به نام دیلمون بودند که مظهر روشنایی و پاکی و سلامتی بود در این سرزمین باغ مقدسی بود که خدایان در آن زندگی می‌کردند. آنچه برای زنده ماندن در این باغ لازم بود آب تازه بود که اوتو خدای خورشید باید از زمین به آن باغ بیاورد.
آنان بزرگِ شهر را «پاتئسی» می‌نامیدند و اعتقاد داشتند که او به نیابت از خدایان به رتق و فتق امور شهر می‌پردازد.

### ادبیات سومری
از میان همهٔ هنرها، شاید عالی‌ترین دستاورد سومریان ادبیات بوده باشد. پژوهشگران ادبیات سومری را به هشت گفتار تقسیم کرده‌اند: اساطیر، داستان‌های حماسی، سروده‌ها، مرثیه‌ها، اسناد تاریخی، رسالات، احکام (دستورهای اخلاقی) و ضرب‌المثل‌ها. نوشته‌های سومری در سراسر خاور نزدیک باستان ترجمه و نسخه‌برداری شدند و بر نوشته‌های عبری و یونانی تأثیر نهادند.

از میان اساطیر پرشمار سومری، سه اسطوره به داستان‌های عهد عتیق شباهت دارند. یکی از این اسطوره‌ها داستان آدمیانی را می‌گوید که از گل آفریده شده بودند و در سرزمینی پربار موسوم به نام دیلمون می‌زیسته‌اند که در آن نه بیماری بود و نه مرگ، ولی از آب شیرین هم خبری نبود. انکی فرمان می‌دهد آب شیرین را از زمین، چونان نهری که از باغ بهشت جاری است بیاورند. بدین سان دیلمون باغی ملکوتی می‌شود. این اسطوره از زنی می‌گوید که به انکی گیاهانی پیشکش می‌کند که نفرین برایش می‌آورند و سبب درد دنده‌اش می‌شوند. آن گاه یک «بانوی دنده» برای درمان آن آفریده می‌شود. دو داستان دیگر، توفان نوح و صبر ایوب هستند.